# Морська змія перська
Морська змія перська (Chitulia lapemoides) — отруйна змія з роду Chitulia родини Аспідові.

## Опис
Загальна довжина коливається від 90 см до 1,2 м. Голова пласка. Тулуб циліндричний, задня частина більш широка. Хвіст плаский на кшталт весла. Луска кілевата (у самців кіль більш чітко позначено), утворює 40—57 рядків. Черевних щитків 288–395, підхвостових — 45—47.
Голова жовтого кольору з відмітиною за формою схожою на підкову. Спина жовтувато-сіра з 33—43 чорними лініями або кільцями. Неповнолітні змії мають чорний хвіст. Дорослі особини мають хвіст з 3—5 нечіткими темними смугами.
Усе життя проводить у морі та біля узбережжя. Активна вночі. Харчується рибою.
Отрута досить потужна, проте смертельних випадків не зафіксовано.
Це яйцеживородна змія. Самиця народжує 2—3 дитинчати.

## Розповсюдження
Мешкає у Перській затоці, біля узбережжя східної Індії, о.Шрі-Ланка, Таїланду, західної Малайзії.